# 紐約地鐵路線圖

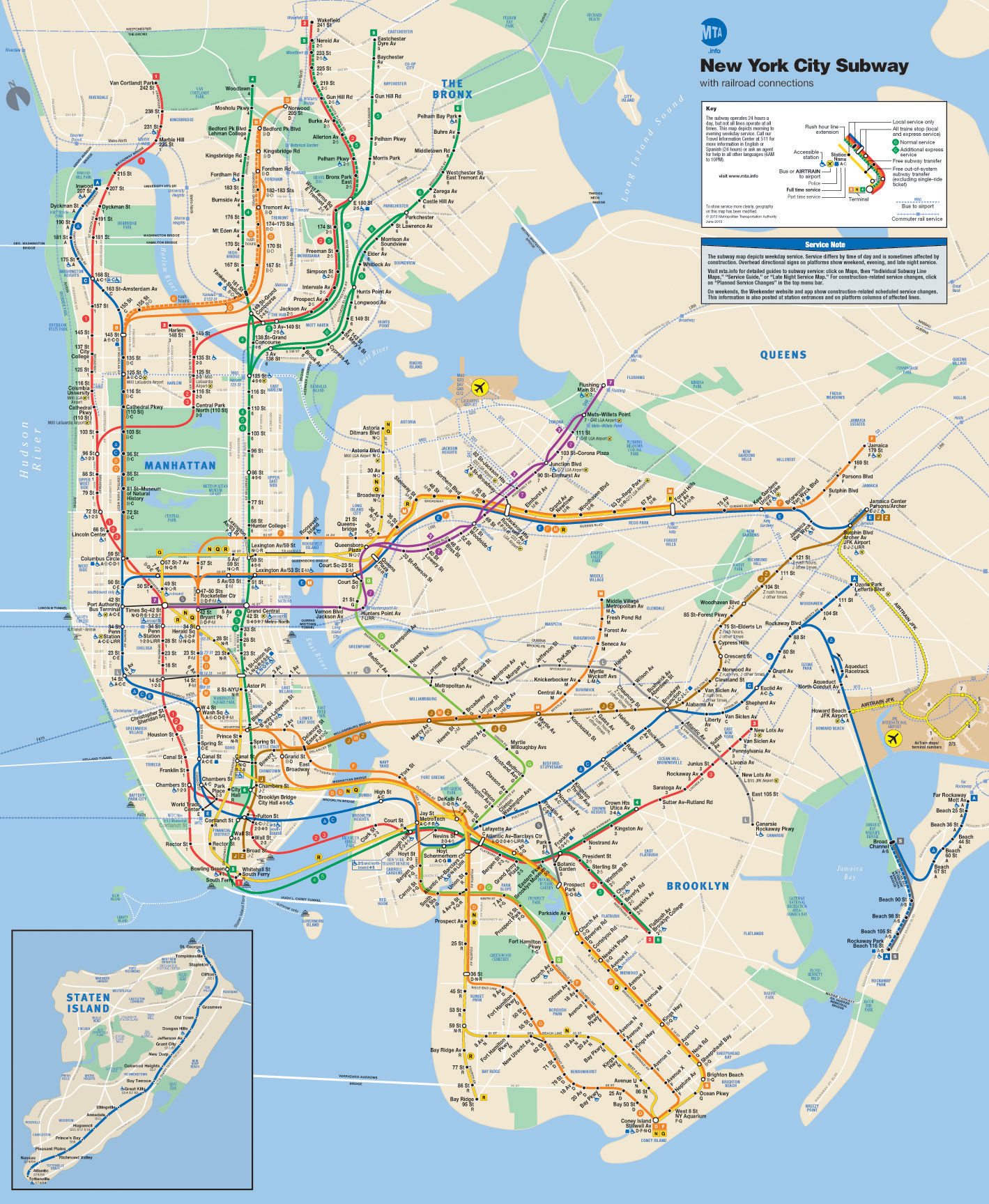
2013年官方版紐約地鐵路線圖

自1904年通車以來，紐約市地鐵路線圖已經有過眾多版本。由於最初的地鐵是由三家不同公司經營，因此最初的包括全部地鐵路線的官方地圖直至1940年三家公司合併時才出現。此後官方的紐約市地鐵路線圖仍經歷過數次修改。2020年，MTA公佈了互動版的數位地鐵路線圖。

## 圖集

### 各年份的紐約官方地鐵地圖

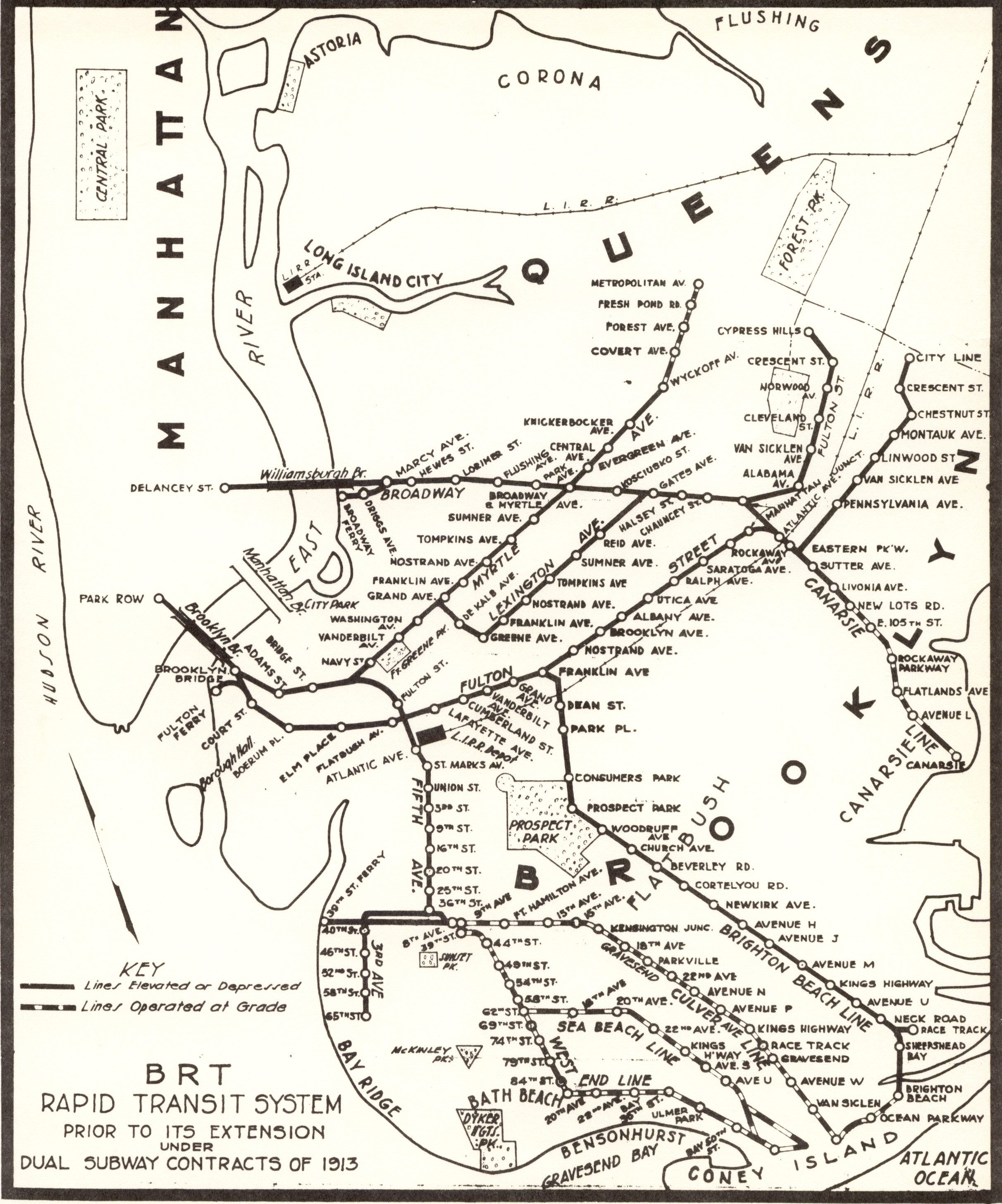
1912年的BMT版路線圖
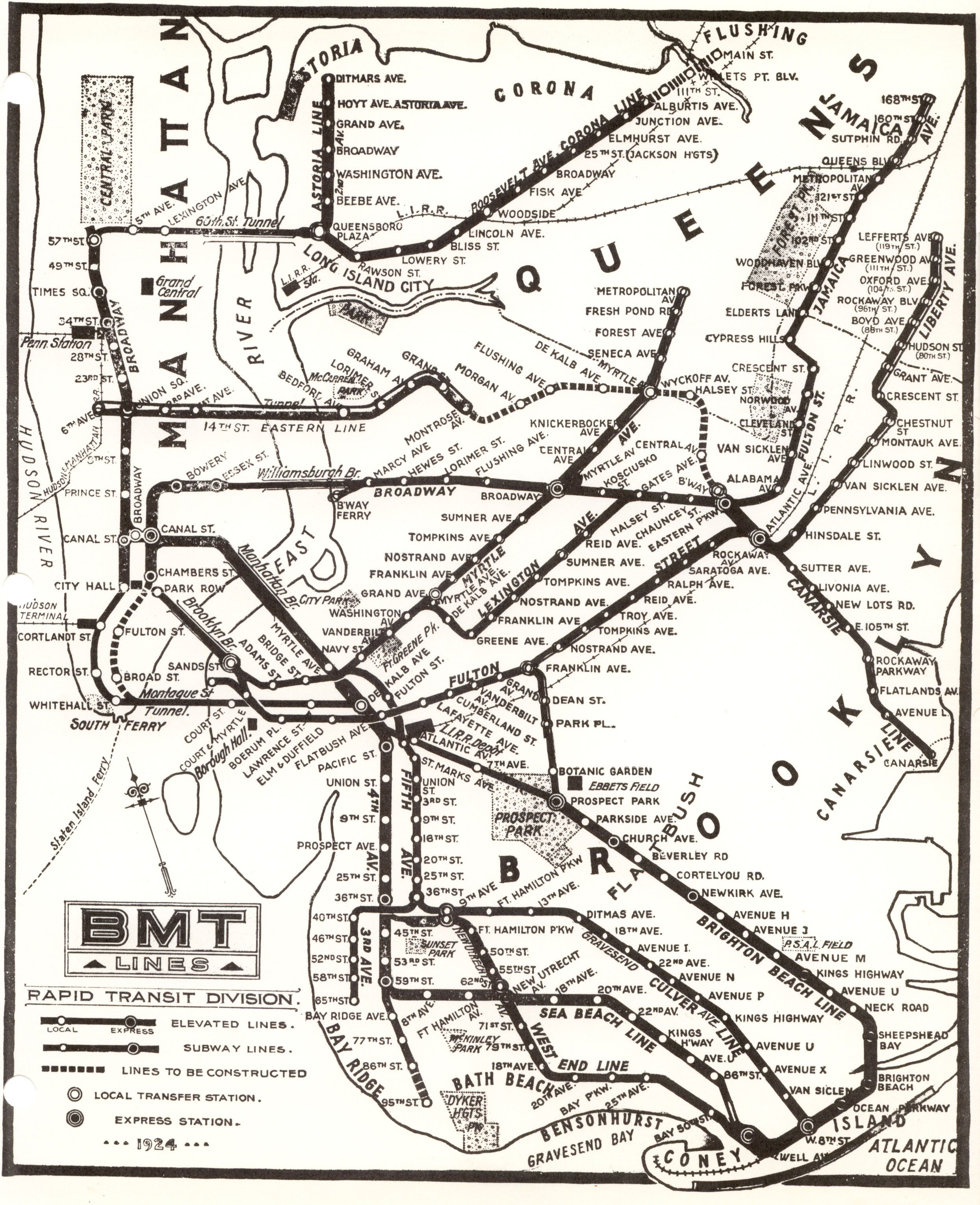
1924年的BMT版路線圖
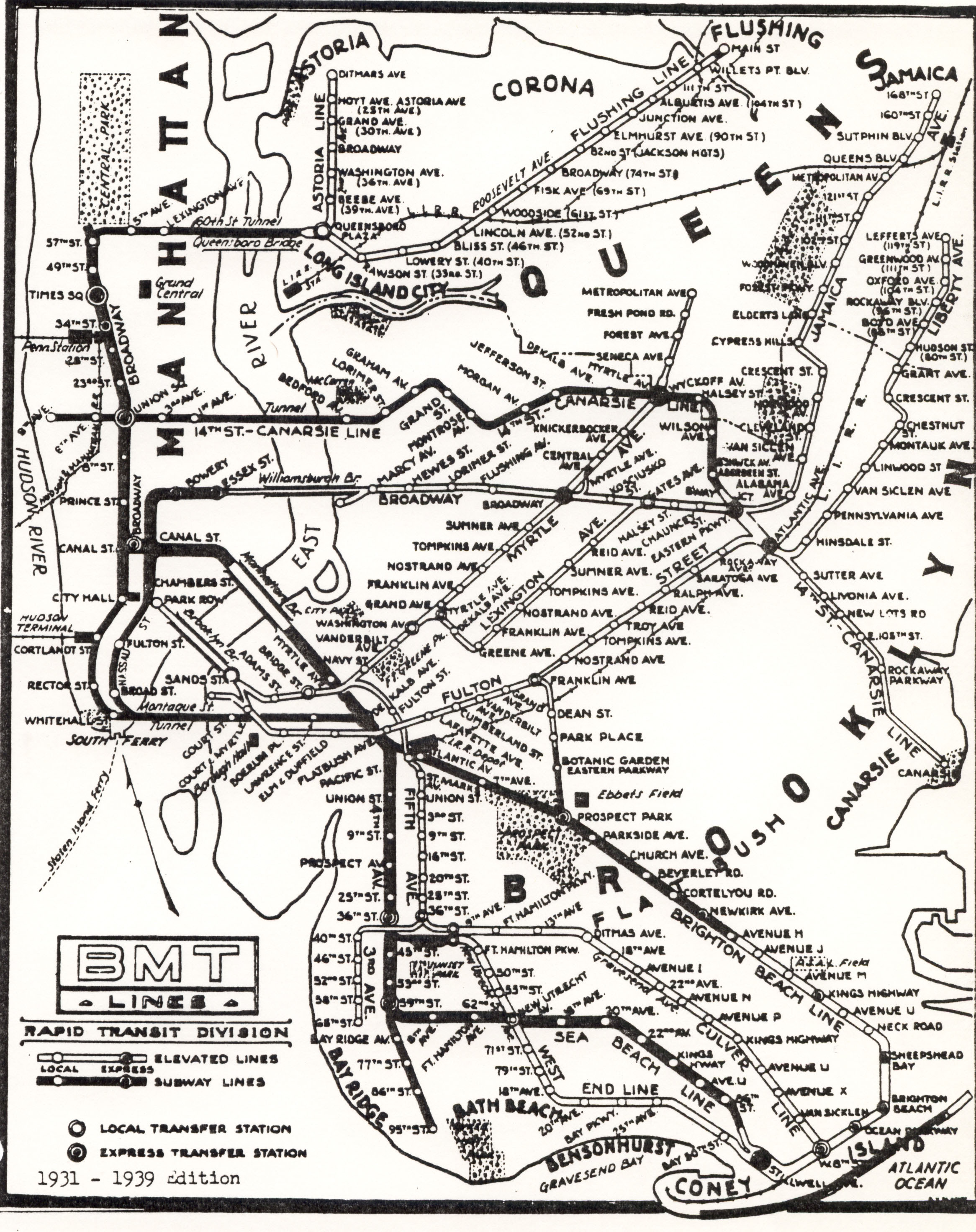
1931年的BMT版路線圖
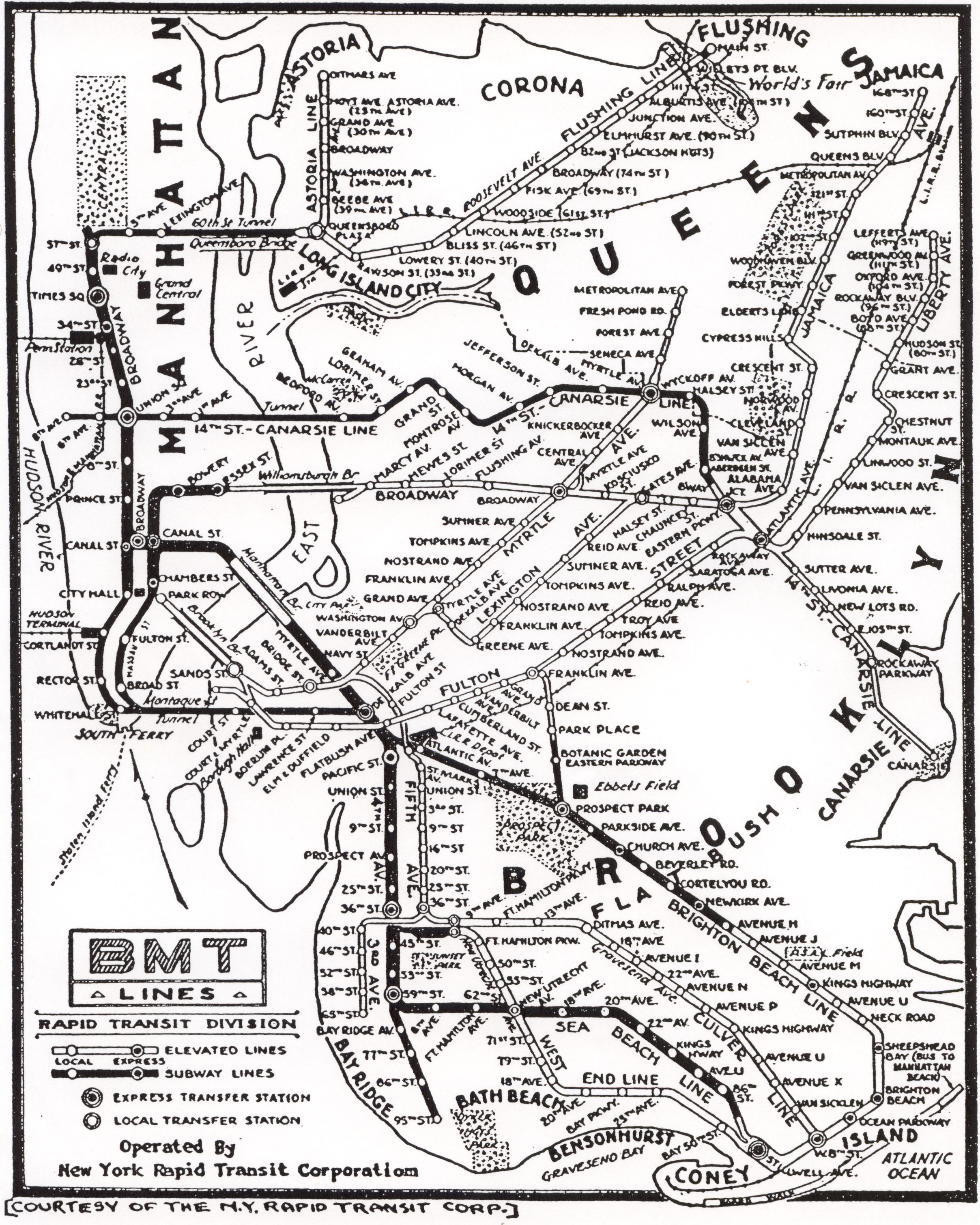
1933年的BMT版路線圖
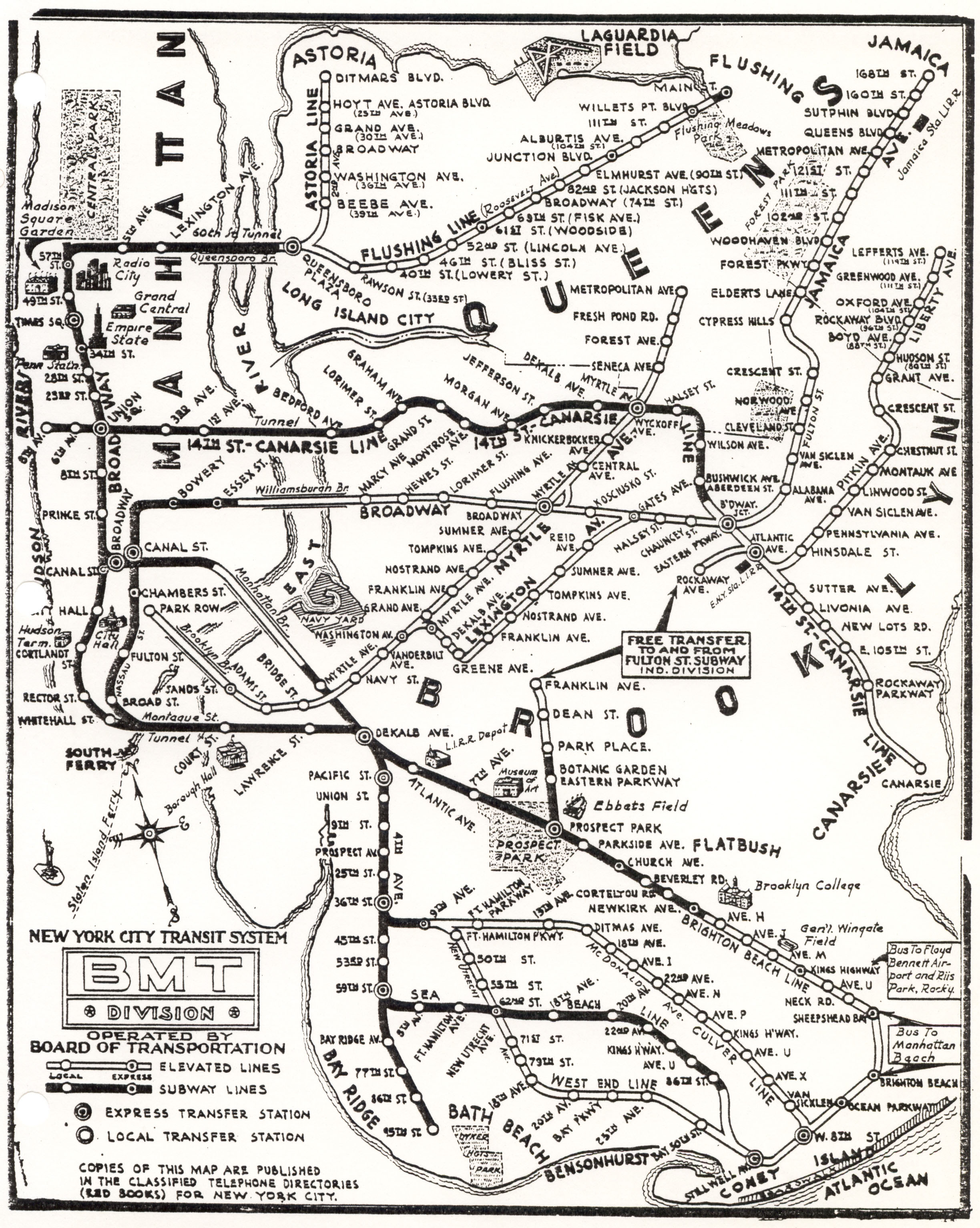
1940年的BMT版路線圖
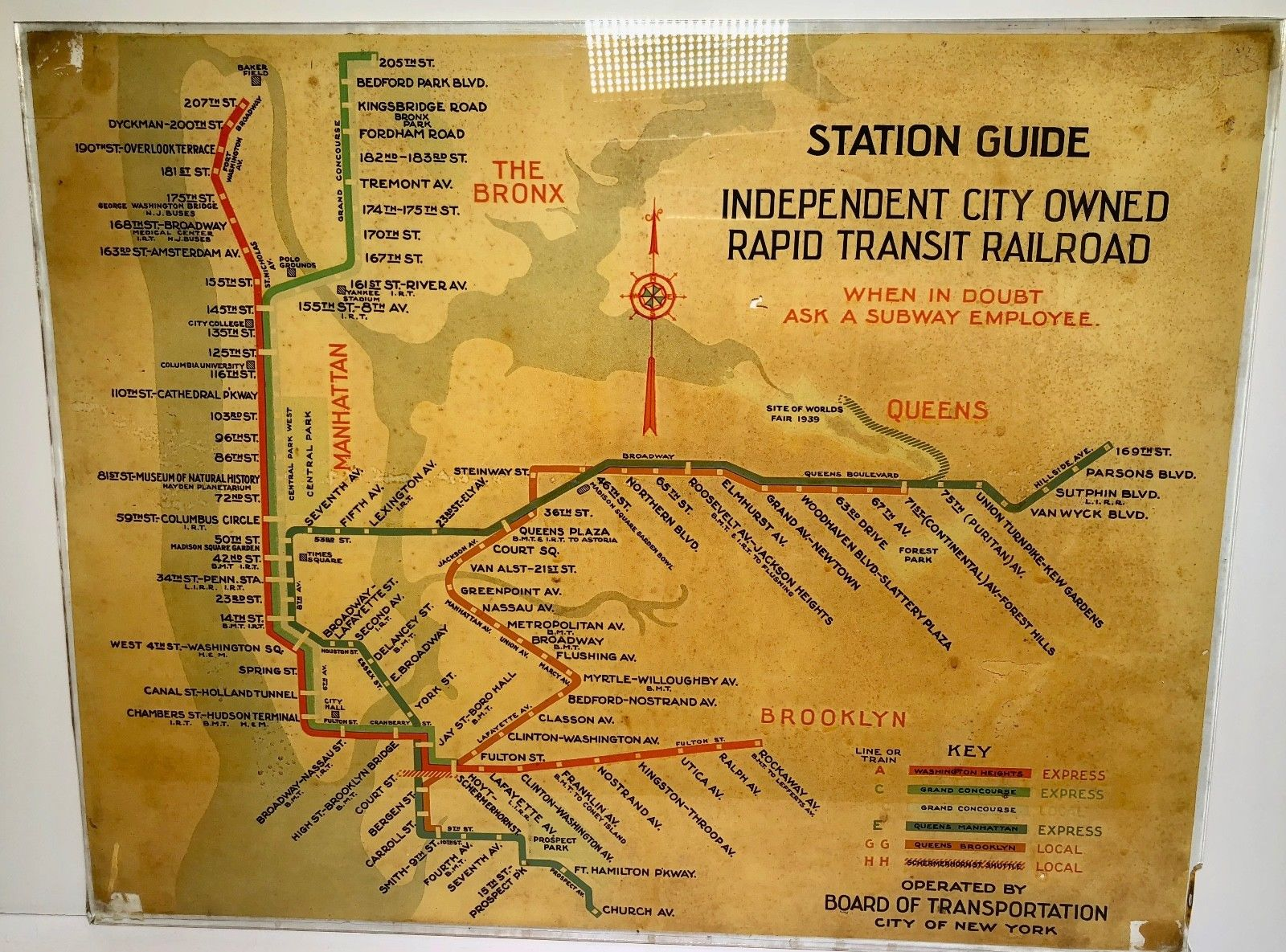
1939年IND版路線圖
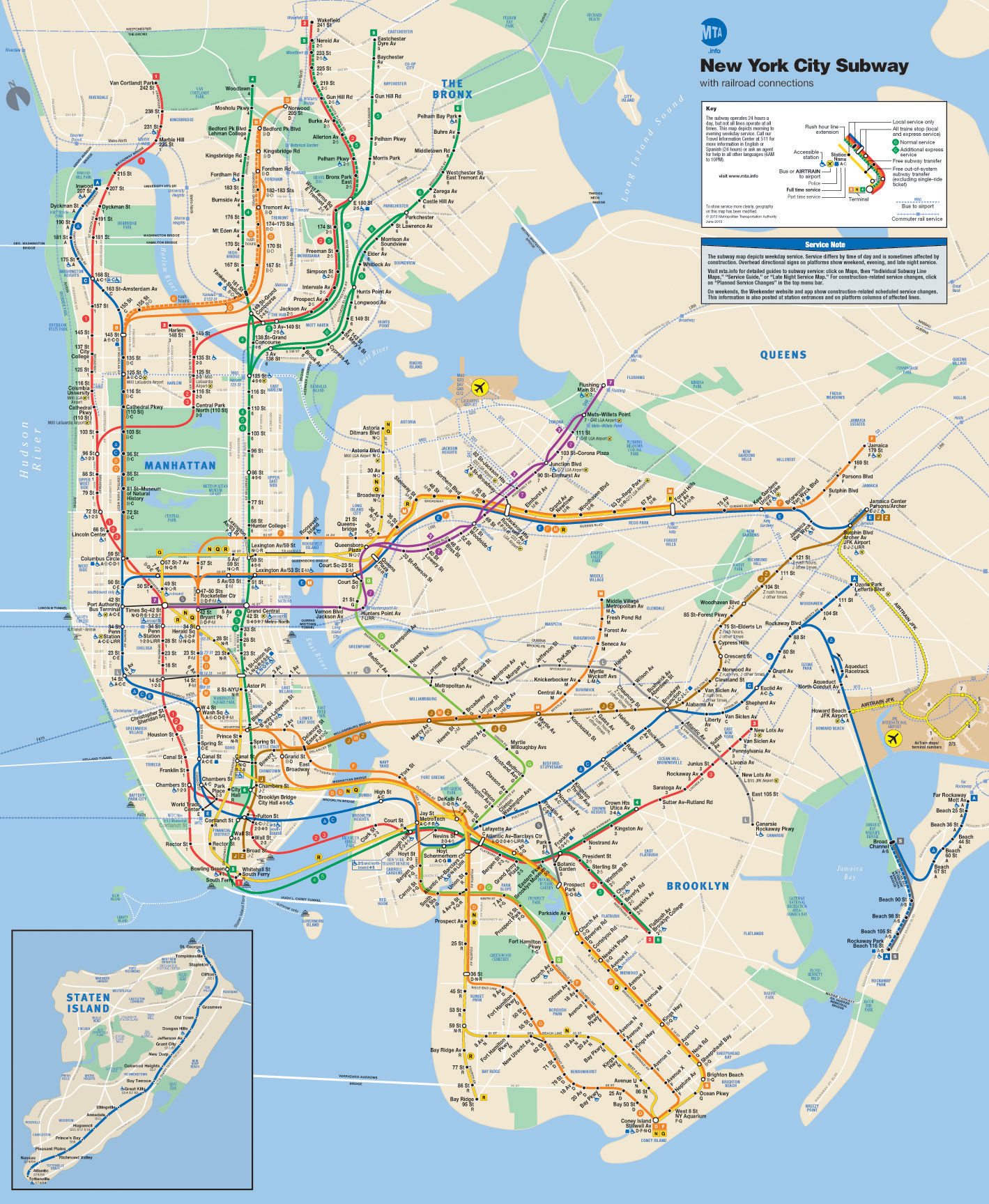
2013年

### 相關圖片

備用地鐵地圖
深夜地鐵地圖
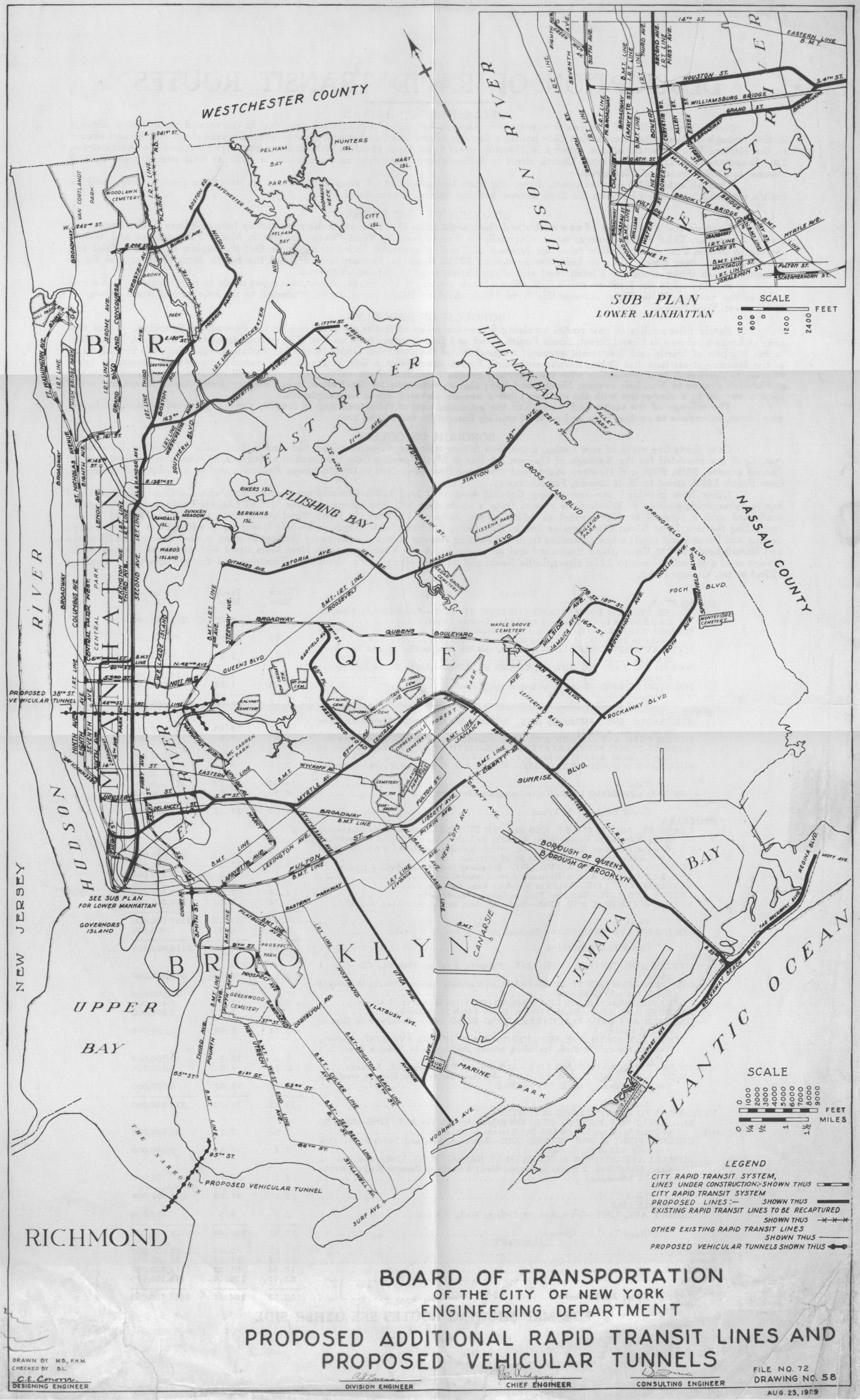
1929年計劃圖
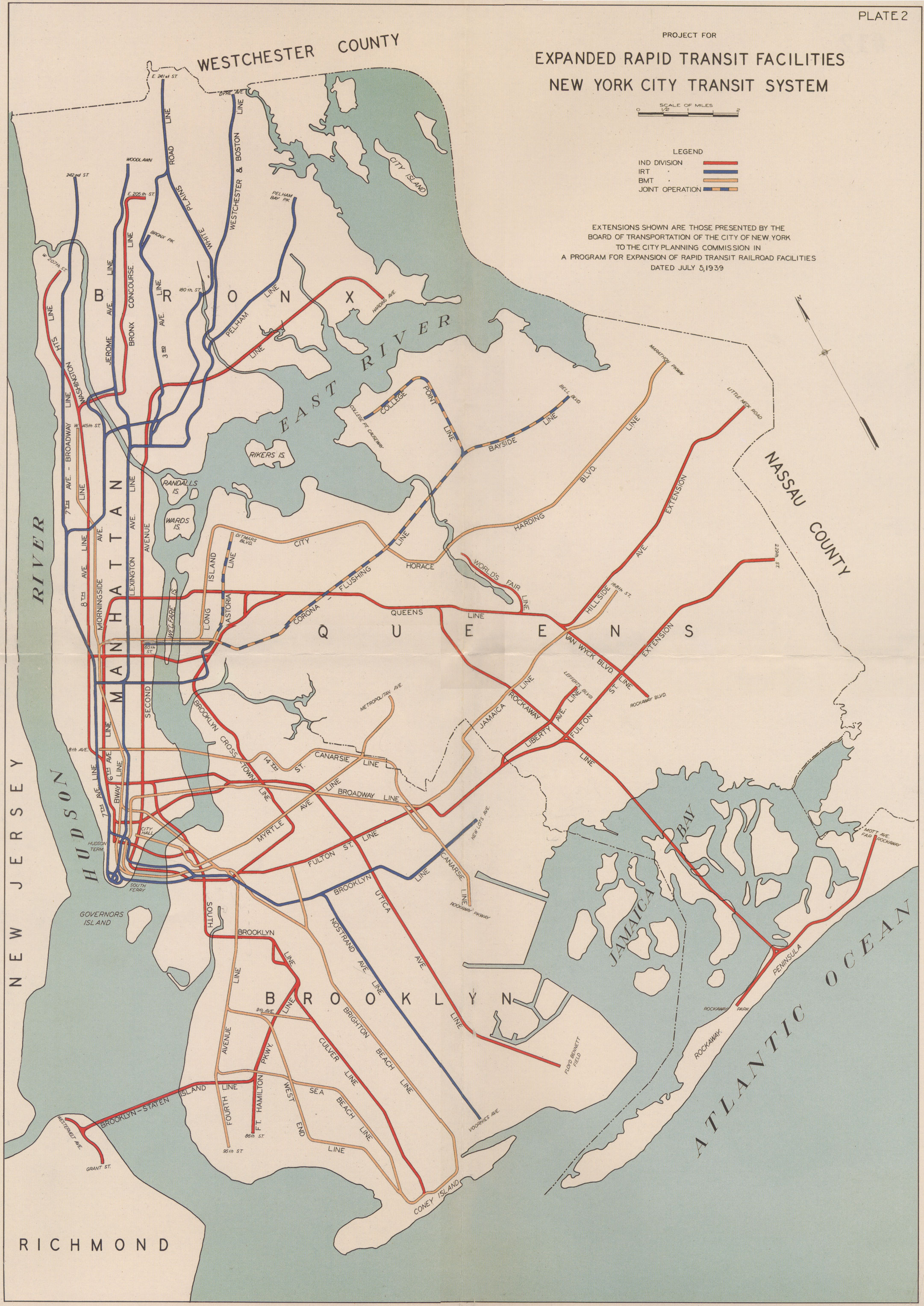
1939年計劃圖
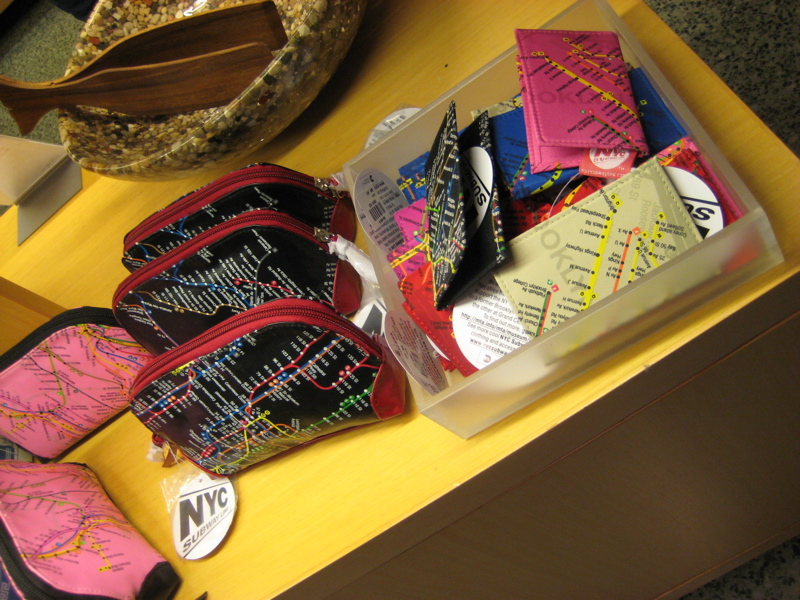
以地鐵路線圖為主題的商品

## 外部連結
Official maps:
- 官方网站
- (PDF). 大都會運輸署. 2021年9月  [2021-09-17].
- Subway Map (Zoomable) （页面存档备份，存于）
- The Weekender （页面存档备份，存于）
- Late Night Subway Service map （页面存档备份，存于）

Unofficial maps:
- Catalog of NYC subway maps since 1944
- 1972 NYC subway map by Vignelli （页面存档备份，存于）
- NYC Subway operations (unofficial map)
- TransitMe （页面存档备份，存于）: full screen New York City Subway maps